# خراست (ناحیه نیمبورک)
خراست (به چکی: Chrást) یک منطقهٔ مسکونی در جمهوری چک است که در ناحیه نیمبورک واقع شده‌است.